# 下庫賓
下庫賓是斯洛伐克的城鎮，位於該國北部，由日利納州負責管轄，面積55.06平方公里，海拔高度468米，2006年人口19,775，其中六成居民信奉羅馬天主教。

## 友好城市
- 奥地利因河畔布劳瑙
- 匈牙利埃格爾
- 乌克兰卡缅涅茨-波多利斯基
- 波蘭利馬諾瓦
- 捷克佩爾赫日莫夫
- 丹麦斯文堡
- 乌克兰特魯斯卡韋茨
- 波蘭扎维尔切
- 波蘭日維茨